# Mistshenkoana gracilis
Mistshenkoana gracilis är en insektsart som först beskrevs av Lucien Chopard 1925.  Mistshenkoana gracilis ingår i släktet Mistshenkoana och familjen syrsor. Inga underarter finns listade i Catalogue of Life.